# Raión de Pokrovske
Raión de Pokrovske (en ucraniano: Покровський район) es un antiguo raión o distrito de Ucrania en el óblast de Dnipropetrovsk. 
Comprende una superficie de 1210 km².
La capital fue la ciudad de Pokrovske.

## Demografía
Según estimación 2010 contaba con una población total de 36711 habitantes.

## Otros datos
El código KOATUU es 1224200000. El código postal 53600 y el prefijo telefónico +380 5638.